# Amblyopone besucheti
Amblyopone besucheti är en myrart som beskrevs av Baroni Urbani 1978. Amblyopone besucheti ingår i släktet Amblyopone och familjen myror. Inga underarter finns listade i Catalogue of Life.

## Bildgalleri

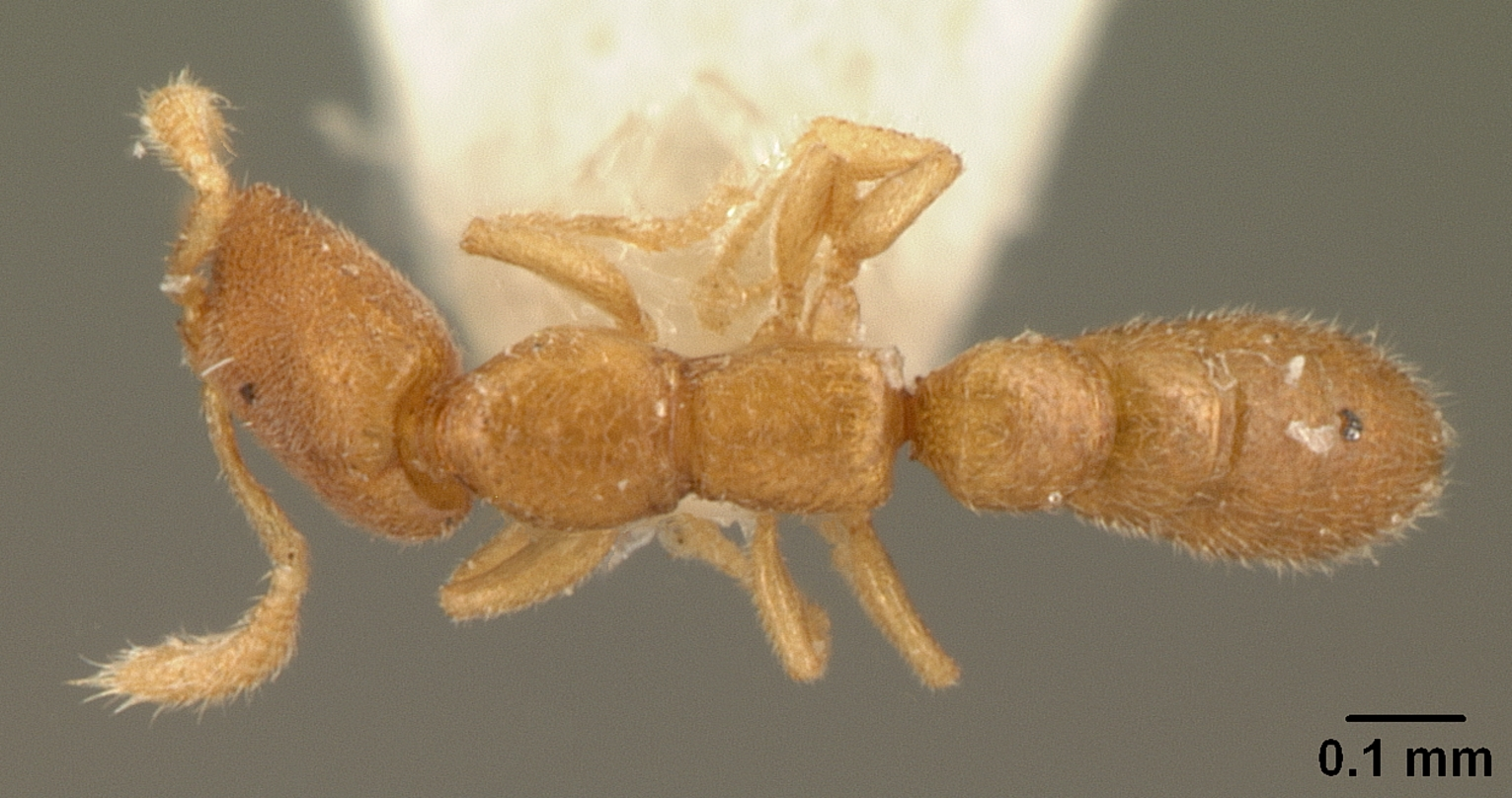
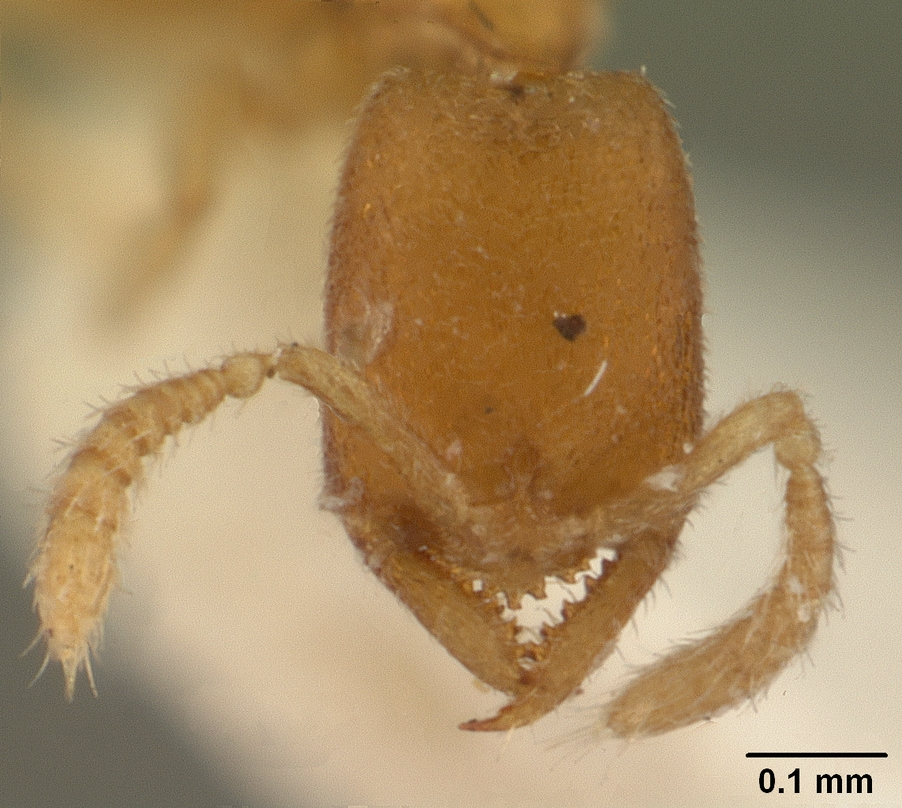
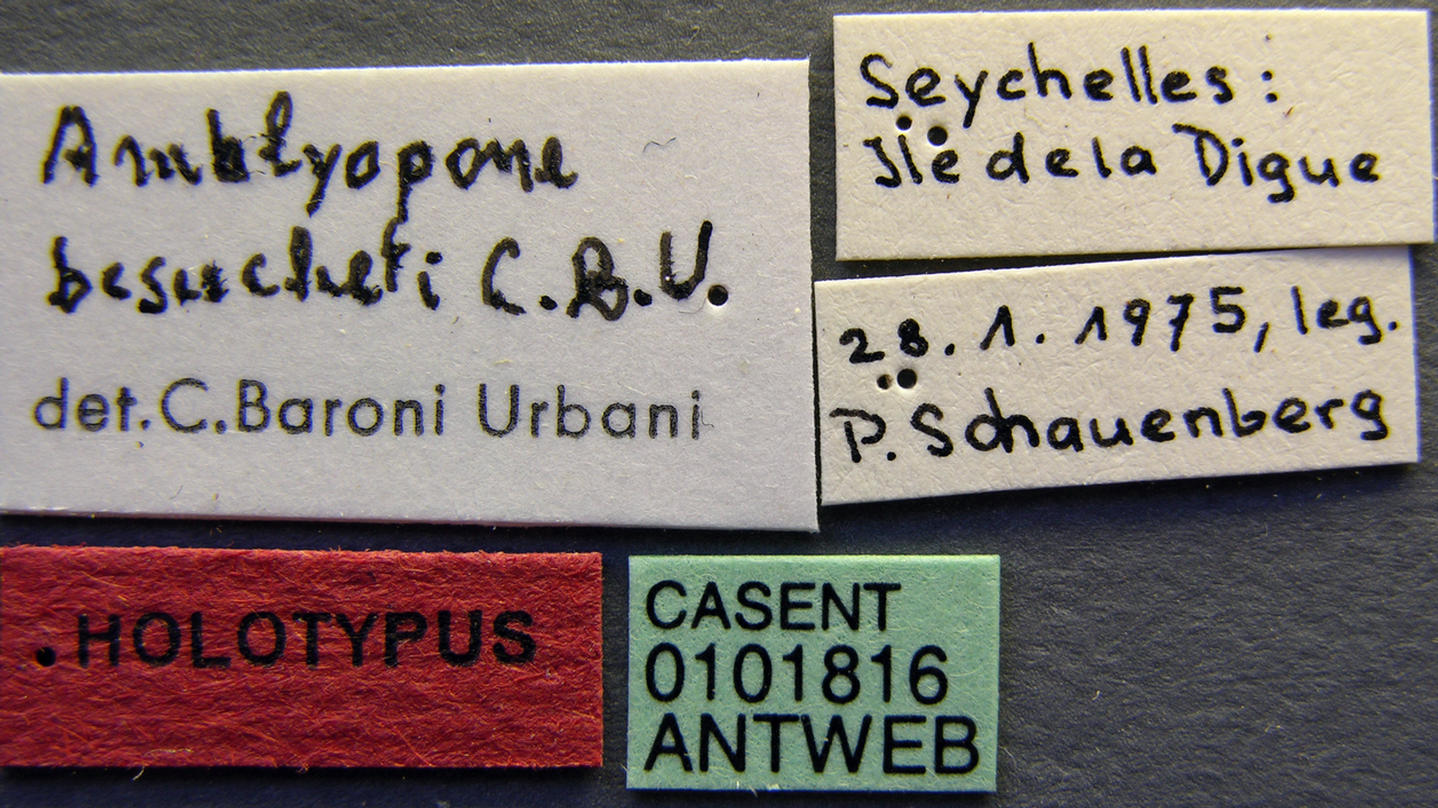
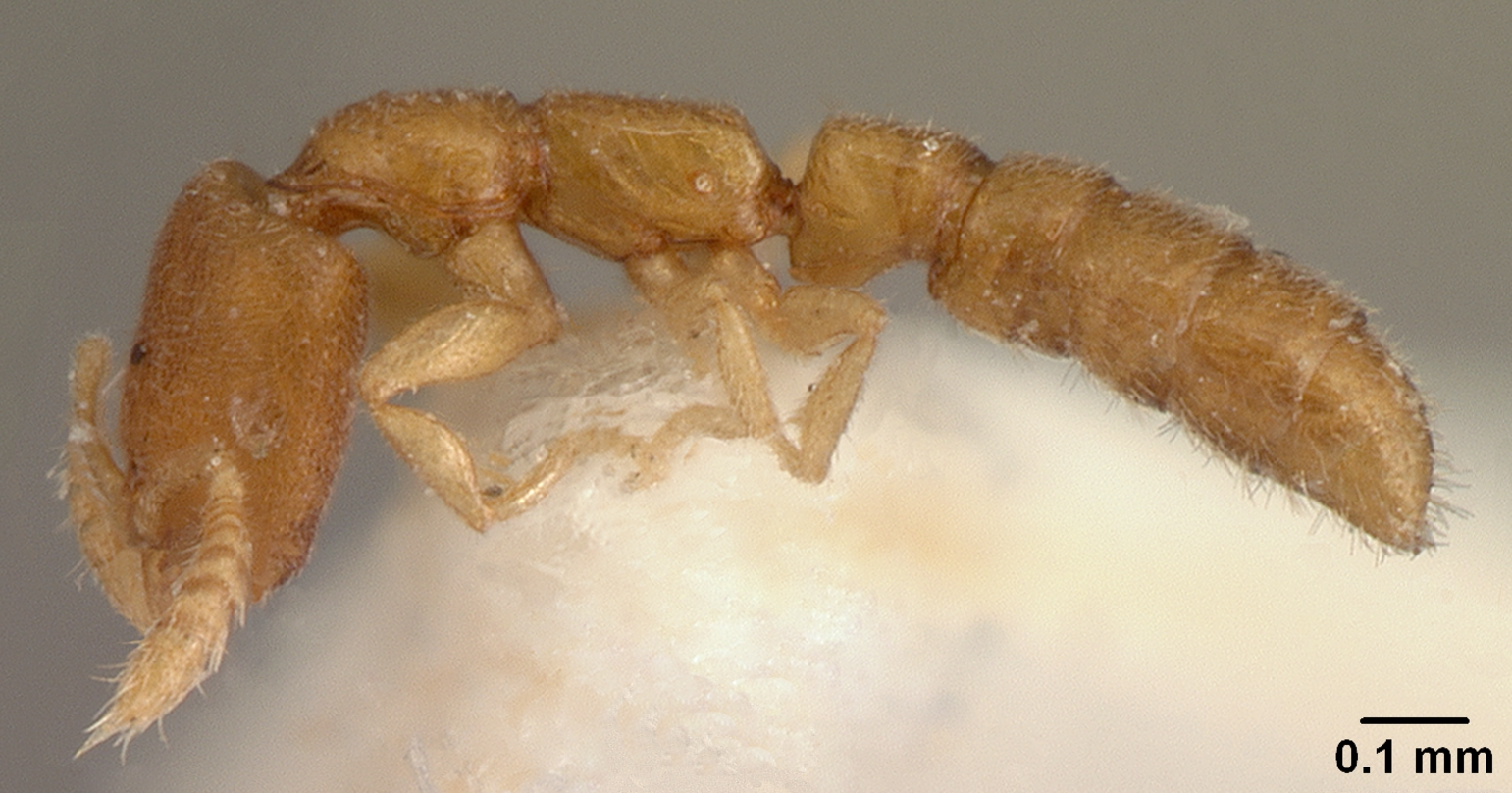
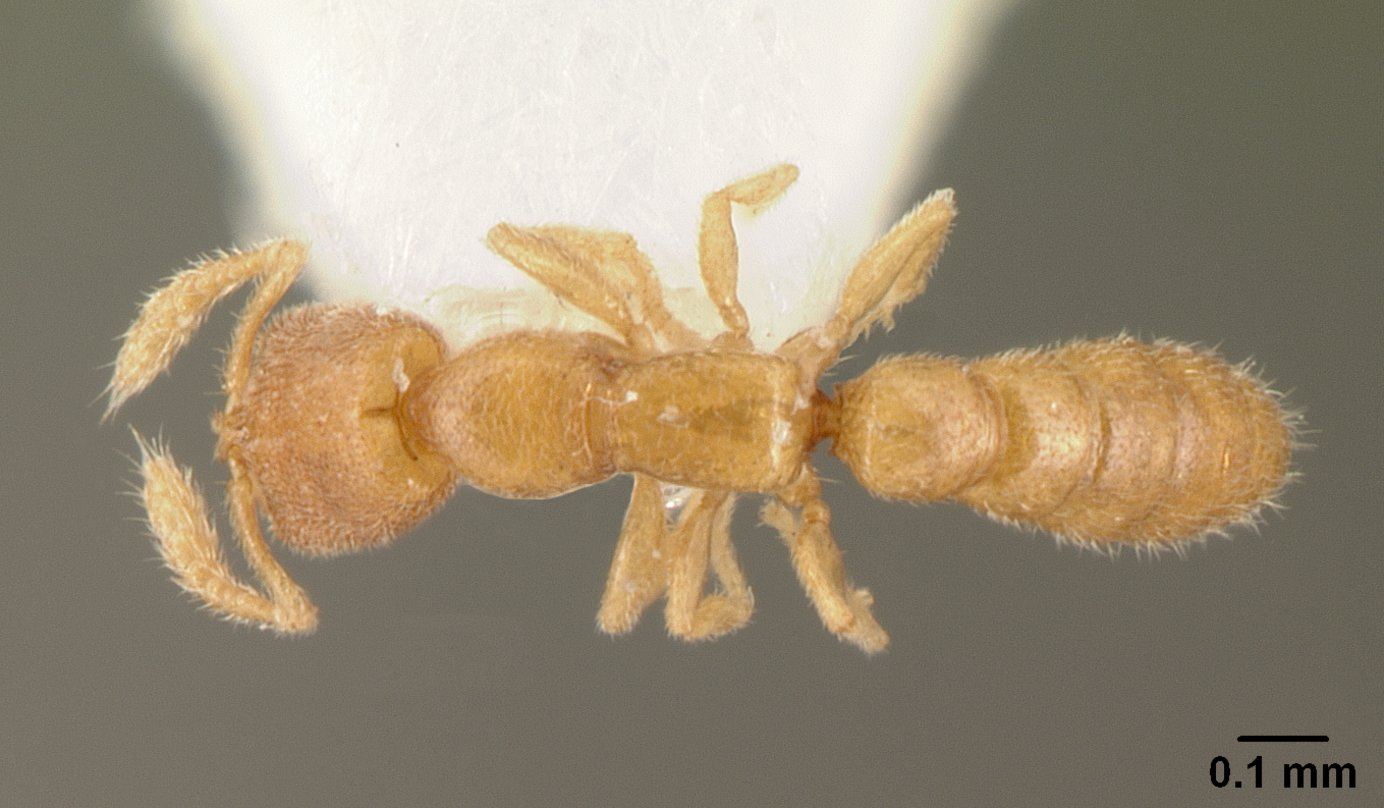
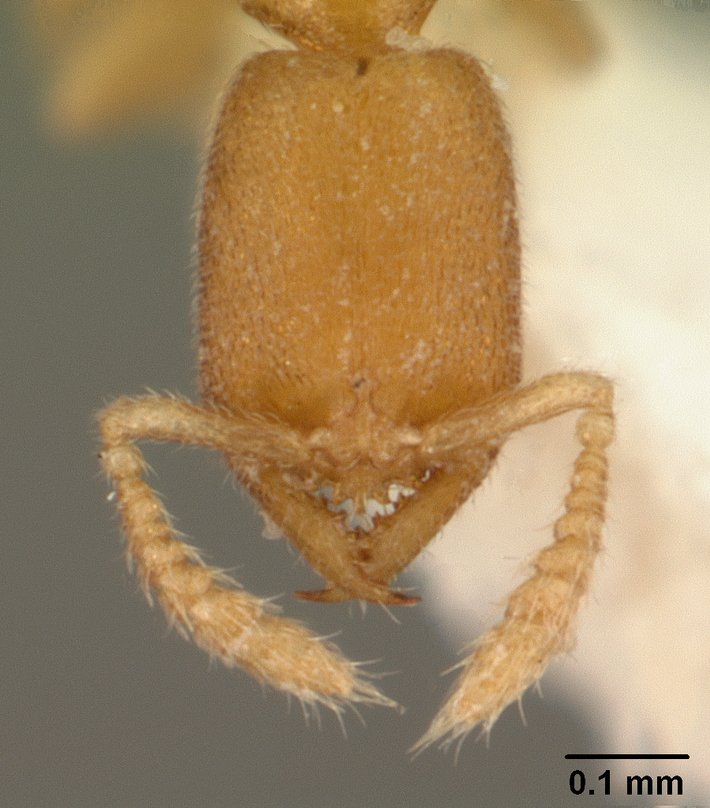